# کریگ ویلسون (ورزشکار)
کریگ ویلسون (انگلیسی: Craig Wilson؛ زادهٔ ۵ فوریهٔ ۱۹۵۷) ورزشکار واترپلو اهل ایالات متحده آمریکا است. وی از سال ۱۹۸۰ میلادی تاکنون مشغول فعالیت بوده‌است.
وی در مسابقات کشوری و بین‌المللی در مجموع برندهٔ ۲ مدال نقره شده‌است.